# Tatra T3

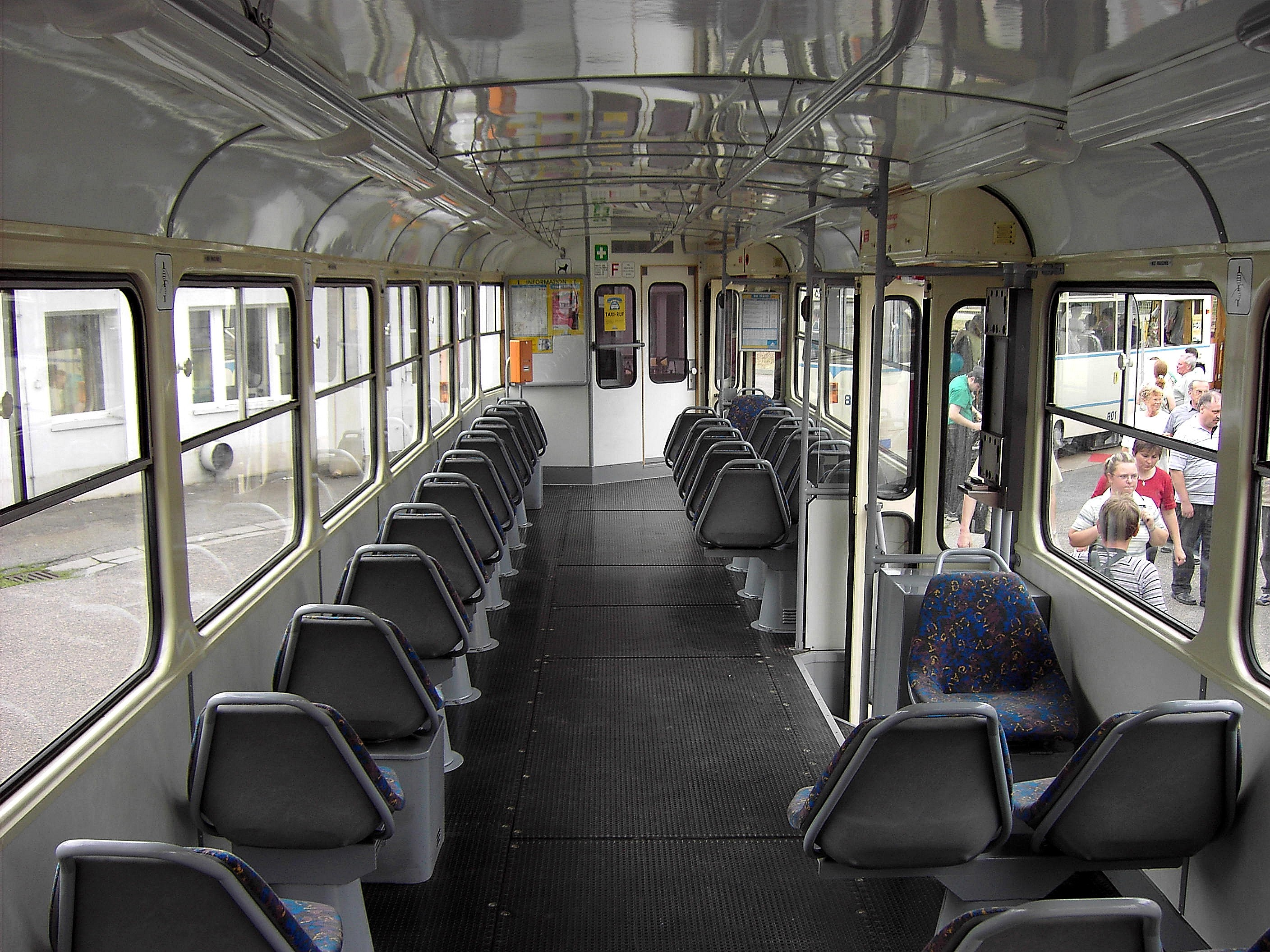
Interiér vozu T3D v německém městě Chemnitz

Tatra T3 (projekt a prototyp původně T III) je typ československé tramvaje, vyráběný od začátku 60. let do druhé poloviny 90. let 20. století podnikem ČKD Praha v závodě Tatra Smíchov. S přibližně 14 000 kusy se po sovětském/ruském modelu KTM-5 jedná o druhý nejpočetněji vyráběný tramvajový vůz na světě.

## Konstrukce

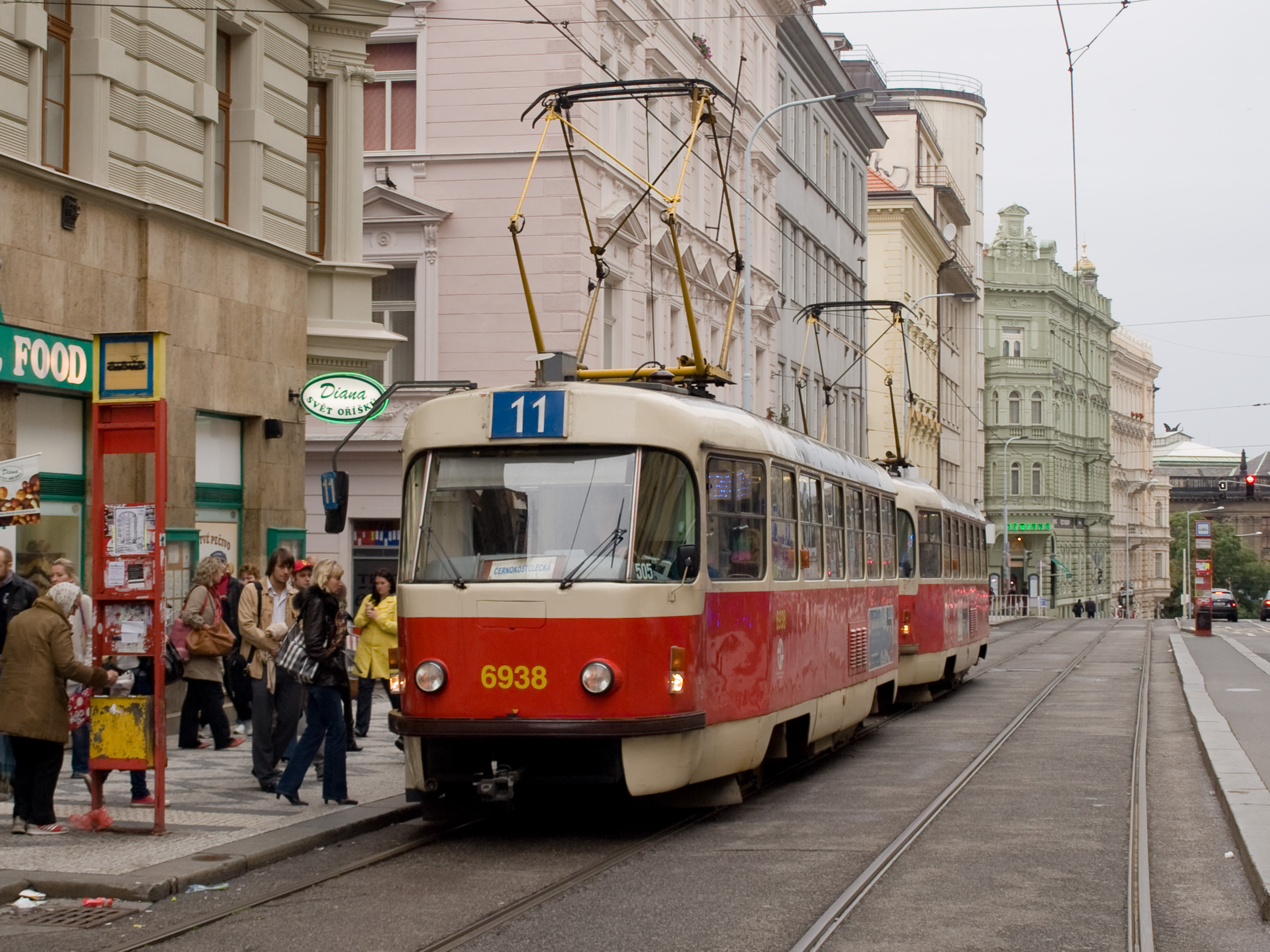
Souprava vozů dodaných v roce 1976. Vyšší výrobní sérii odpovídá třídílné čelní okno, vyšší větrací část bočních oken, skříň odrušovacího filtru před sběračem, zvenčí měněná čelní orientace, níže posazené boční blikače a nepoužití krycích lišt.

Tramvaj typu T3 vychází ze svého předchůdce, tramvaje Tatra T2, a je dalším členem typové řady tramvají odpovídajících americké koncepci PCC. To znamená, že jde o jednosměrný jednočlánkový motorový tramvajový vůz se dvěma dvounápravovými podvozky a podlahou v jedné úrovni, určený pro provoz sólo nebo v soupravě shodných spřažených vozů, bez vlečného vozu (dobově někdy označován jako „velkoprostorový vůz“). Všechna dvojkolí jsou poháněna stejnosměrnými elektromotory se sériovým buzením; vždy dva motory téhož podvozku jsou elektricky spojeny do série a obě skupiny jsou trvale spojeny paralelně. V podvozku jsou umístěny podélně a pohánějí dvojkolí přes kloubový hřídel a kuželovou převodovku konstruovanou s ohledem na nízký vyzařovaný hluk. Hluk jízdy snižují také pryžové vložky v kolech.
Na svou dobu patřila k nejmodernějším vozidlům, byly použity nové materiály (např. plasty a sklolaminát). Hlavním konstruktérem tramvaje T3 je Antonín Honzík, konstrukci elektrické výzbroje TR37 vedl Vladimír Zouhar a autorem vnějšího vzhledu vozidla je František Kardaus, který navrhl i design modelu T2.
T3 byla vyvinuta především kvůli velké hmotnosti typu Tatra T2, který nebyl pro menší provozovatele s nekvalitním kolejovým svrškem ideální. Oproti T2 byla zcela přepracována stavba skříně s cílem snížení hmotnosti, k tomu přispívalo i použití skořepinových laminátových čel.
Počínaje druhým vozem byly sjednoceny šířky dveří. Pokud jde o interiér, v prvních výrobních sériích byly použity koženkové červené sedačky v příčném uspořádání 1+1. Od roku 1964 byly instalovány laminátové od návrháře Miroslava Navrátila (vycházející z návrhu původně určeného pro podnik Vertex Litomyšl); zpestřením bylo střídání šedého a červeného provedení. K větrání sloužila posuvná horní část bočních oken (u prvních sérií nižší, u dalších zabírající cca polovinu výšky okna) a tři klapkové střešní větrače (nejprve se šroubovým ovládáním odnímatelnou kličkou, později s pákovým ovládáním přístupným i pro cestující). Osvětlení interiéru je zářivkové na trolejové napětí s předřadným odporníkem (zajímavým prvkem bylo povinné ruční přepínání polarity v každé konečné stanici, protože běžné zářivky na střídavé napětí byly použity se stejnosměrným napájením). Interiér byl temperován odporovými tělesy ve stojanech sedaček. Původní provedení vozu předpokládalo usměrněný pohyb cestujících kolem pevného stanoviště průvodčího, od 70. let po zrušení funkce průvodčích byly vozy dodávány upravené pro samoobslužný provoz (bez pokladny).
Elektrická výzbroj byla vylepšená odporová se zrychlovačem typu TR37. Z dalších navenek patrných změn oproti T2 možno uvést: Byly použity dva čelní reflektory. V ovládání bylo upuštěno od šlapky bdělosti. Jako sběrač proudu byl montován pantograf (u některých vozů s elektrickým stahovákem, převážně však s ručním stahováním). V prvním stupni brzdění kolejnicovými brzdami brzdí plným účinkem trámce zadního podvozku, ve druhém stupni všechny čtyři.
Podvozky zůstaly beze změny. Je možno montovat podvozky jak pro normální rozchod kolejí 1435 mm, tak i pro rozchody 1524 mm a 1000 mm. Taktéž je možný provoz i na jiných, nestandardních rozchodech podle požadavků dopravních podniků.
Do roku 1978 byly do Sovětského svazu dodávány vozy T3SU ve dvoudveřovém provedení (bez středních dveří). Celkem bylo v této verzi vyrobeno více než 5 tisíc tramvají, což je zhruba polovina vozidel T3 dodaných do SSSR.

## Prototypy

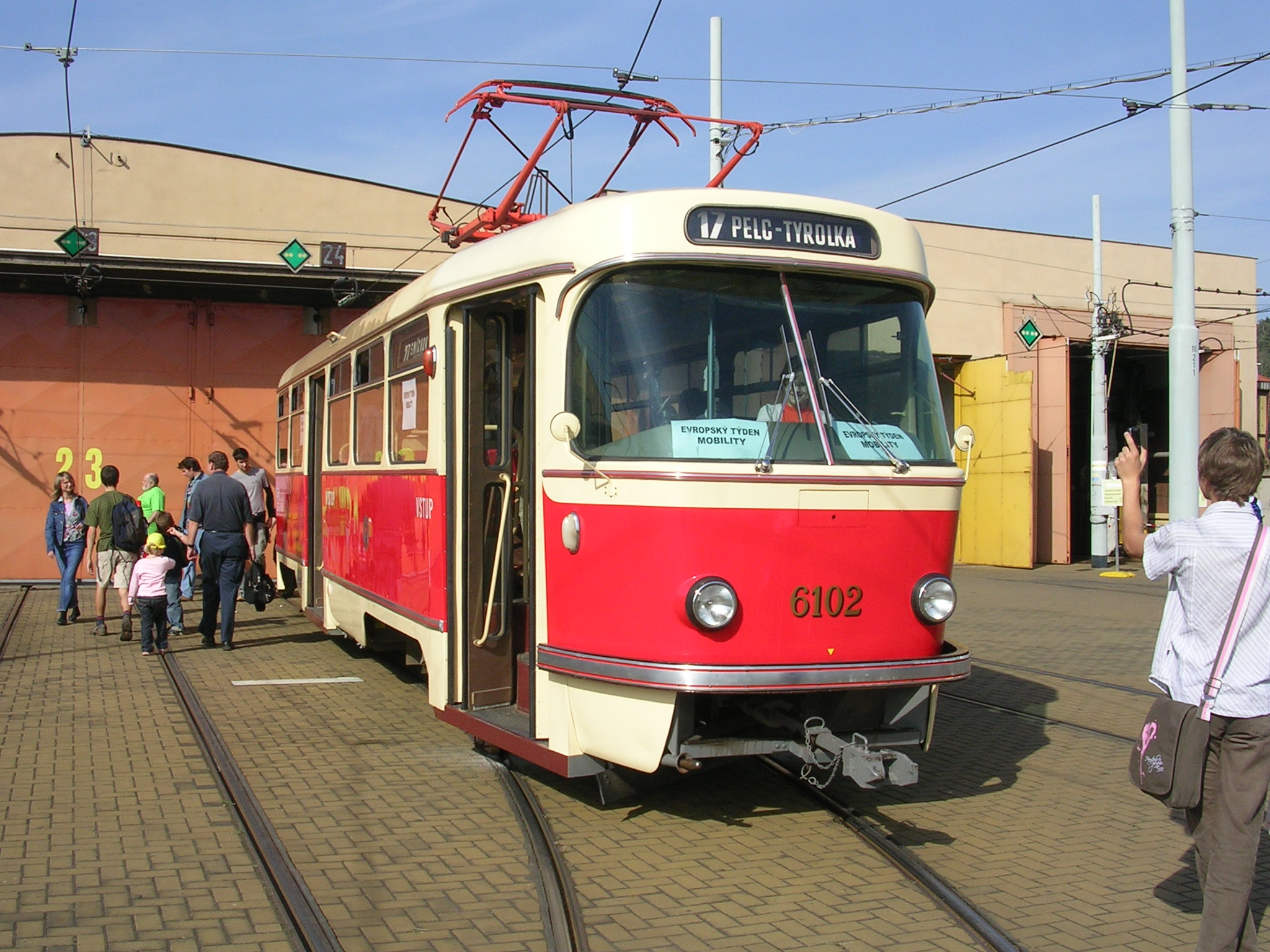
Pražský vůz č. 6102, dochovaný druhý vyrobený vůz. Prvním výrobním sériím odpovídá půlené čelní okno, nižší větrací část bočních oken a krycí lišty.

První prototyp (evidenční číslo 6101) byl vyroben v roce 1960. Na podzim téhož roku byly v Praze zahájeny zkušební jízdy. V běžném provozu jezdil vůz od 21. června 1961. Na jaře 1962 byl po vážné dopravní nehodě odstaven, oprava byla provedena až po zahájení sériové výroby tramvají T3 na podzim 1963. Poté byl znovu zařazen do provozu. Z osobní dopravy byl vyřazen v roce 1984, dalších sedm měsíců byl veden jako služební s ev.č. 5513 (pouze administrativní přečíslování, fyzicky nebylo nikdy provedeno). V květnu 1985 byl vůz zlikvidován.
Prototyp se od sériového provedení odlišoval především provedením dveří, které se podobalo vozům T2, tj. přední a zadní dveře měly šířku 1300 mm, střední byly užší (1050 mm). U sériových vozů se přešlo k jednotným rozměrům dveří, průchozí šířce cca 1300 mm.
Tzv. předsunutý vůz (někdy označován jako druhý prototyp) s evidenčním číslem 6102 byl vyroben v roce 1962, téhož roku byl v Praze zařazen do provozu. Vyřazen byl v roce 1996, přičemž byl určen pro likvidaci. Díky několika nadšencům byla tramvaj zachráněna a na přelomu 20. a 21. století byla zrenovována do původního stavu. V současnosti je využívána pro komerční a objednané jízdy.

## Úpravy, rekonstrukce a modernizace v Česku a na Slovensku

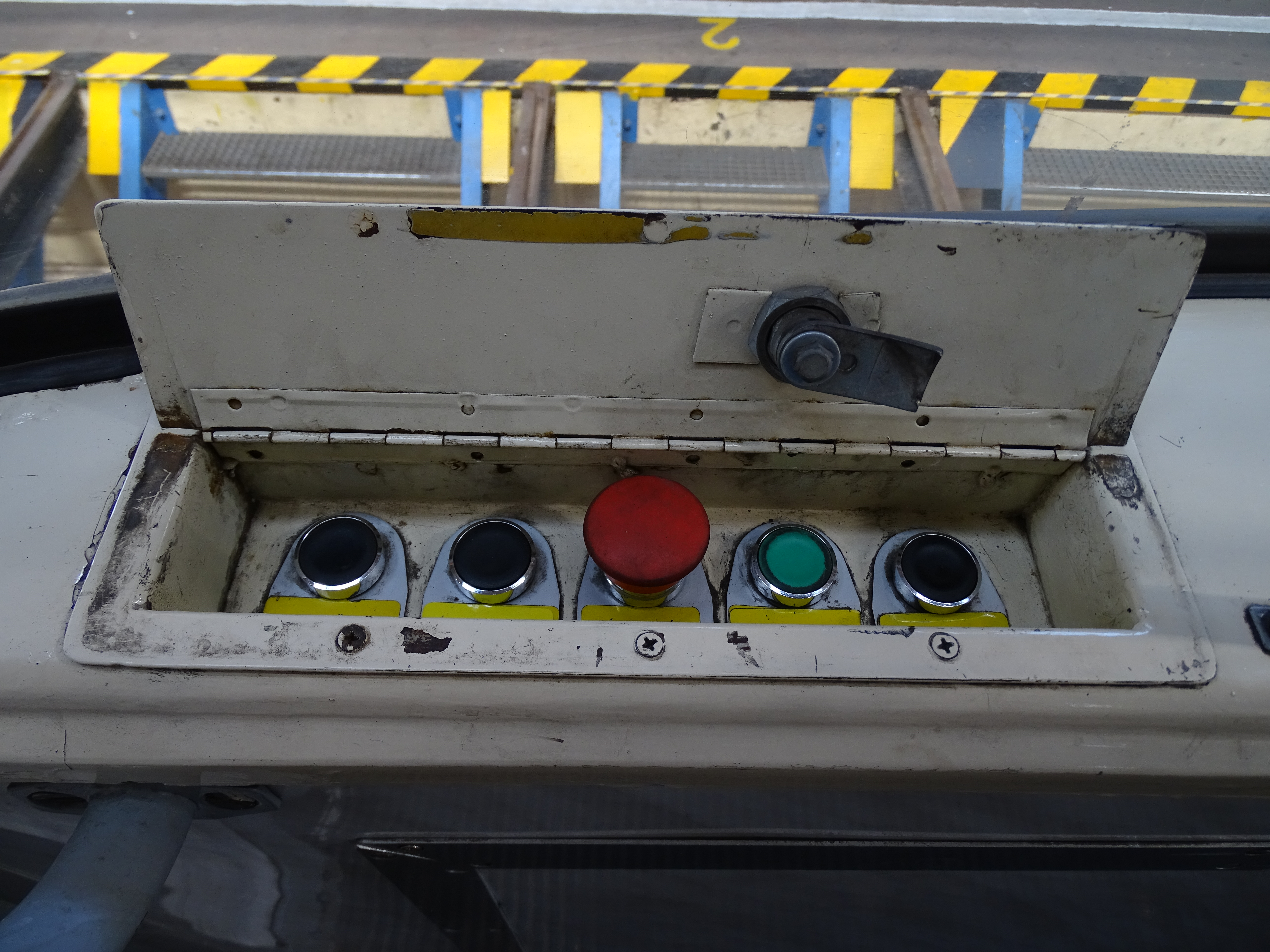
Dodatečně montované ovládání ze zadní plošiny (Praha)

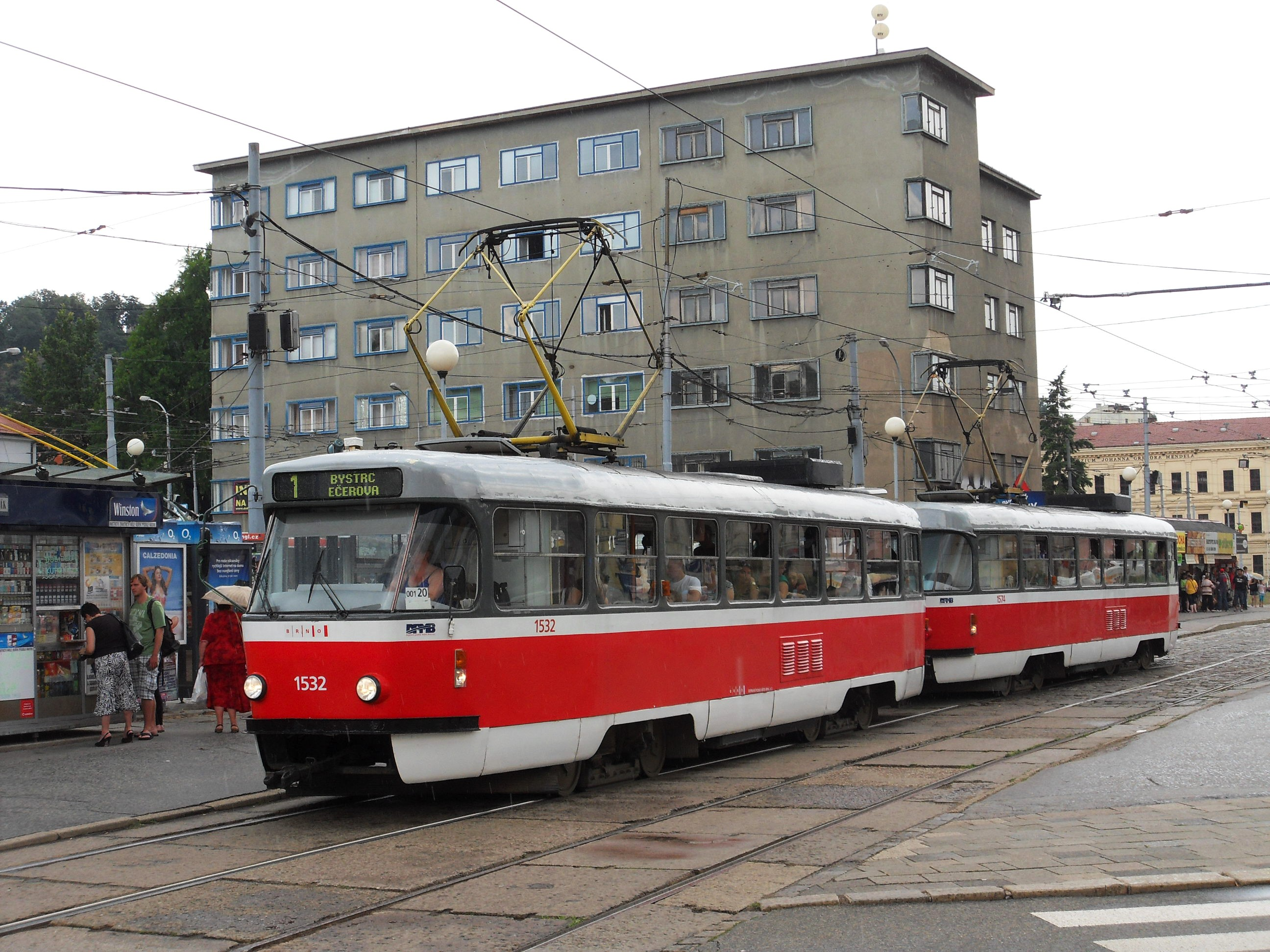
Souprava tramvají T3M v Brně

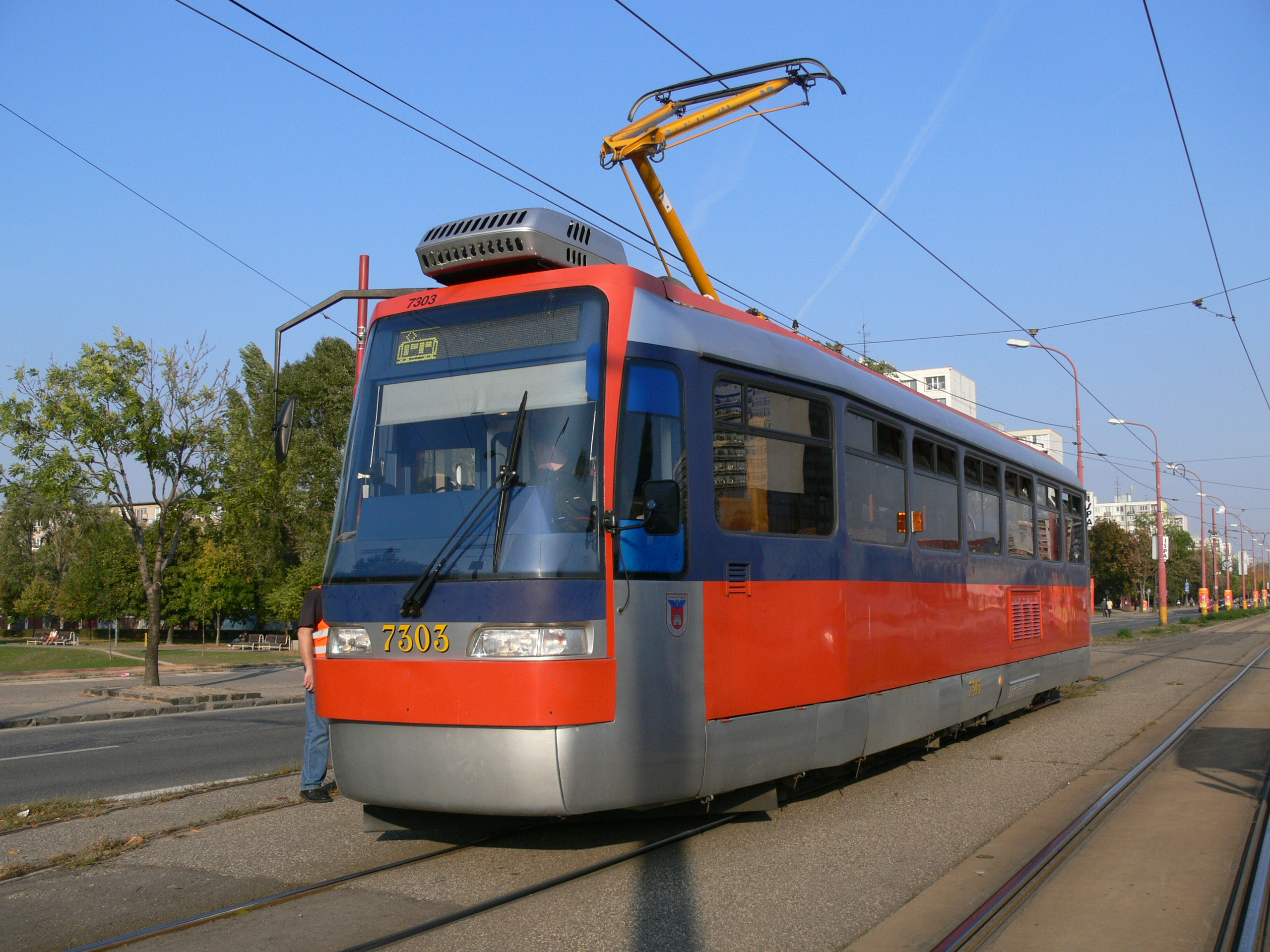
Modernizovaný bratislavský vůz T3AS

Vzhledem k dlouhé době života prodělaly tramvaje v provozu množství úprav. Někdy šlo jen o zkušební úpravy, které byly vráceny zpět, jako byla změna převodového poměru, některé se naopak shodovaly s provedením právě vyráběných vozů. Například v Praze byly původní převíjecí čelní orientace nahrazeny čtvercovými měněnými zvenčí, po přechodu na provoz bez průvodčího byly odstraněny pokladny, doplněno pomocné ovládání ze zadní plošiny umožňující couvání bez pomocníka, byly doplněny svislé přidržovací tyče u levé řady sedadel, kabiny řidiče byly upraveny na zcela uzavřené, z vnějšího povrchu byly odstraněny krycí lišty, boční blikače přemístěny níže a mnoho dalších.
Od 70. let lze vysledovat různé úspěšné i neúspěšné pokusy o modernizaci či rekonstrukci vozů T3, zaměřené především na úsporu trakční energie. Té bylo dosahováno použitím polovodičové výzbroje, což bylo zpočátku nákladné (proto byla na odvozeném kloubovém typu Tatra K2 v Brně realizována levnější úprava zrychlovačové elektrické výzbroje s přechodem ze sériového na sérioparalelní zapojení motorů při rozjezdu, ale byla vrácena zpět).
Po pokusech pražského a brněnského dopravního podniku modernizovat vozy T3 na typ Tatra T3R, se výrobce ČKD Tatra) rozhodl v polovině 90. let opětovně zařadit model T3 do výroby (poslední tramvaje T3 opustily brány továrny v roce 1989), tentokrát však právě v tomto zmodernizované provedení T3R (o něco později také typ Tatra T3RF).
V 90. letech modernizoval své vozy T3 i liberecký dopravní podnik. Kromě tzv. velkých rekonstrukcí na typy T3G nebo 02T (viz níže), proběhly u některých tramvají pouze tzv. malé modernizace, které byly označeny jako Tatra T3m. Jejich hlavním účelem byla úprava interiéru pro cestující (nové sedačky, protiskluzová podlaha, nové osvětlení, atd.)
- Tatra T3M – tyristorová výzbroj TV1
- Tatra T3G – výzbroj TV8 s GTO tyristory – též jako novostavba
- Tatra T3R – výzbroj TV8 s GTO tyristory, nový design, typ též vyráběn jako nové vozidlo
- Tatra T3M.3 (též Tatra T3T), Tatra T3M.4 – výzbroj TV14 s IGBT tranzistory
- Škoda 01T (též Tatra T3M.0) – výzbroj Škoda s IGBT tranzistory
- Škoda 02T (též Tatra T3M.04) – výzbroj Škoda s IGBT tranzistory
- Tatra T3R.E – střídavá výzbroj TV Europulse
- Tatra T3R.P (též Tatra T3P) – výzbroj TV Progress
- Tatra K3R-NT – výzbroj TV Progress, kloubová tramvaj je vytvořena spojením dvou vozů T3, mezi něž je vložen nový střední nízkopodlažní článek

- Tatra T3S – výzbroj TV14 s IGBT tranzistory, nový design
- Tatra T3Mod – střídavá výzbroj EVPÚ Nová Dubnica
- Tatra T3AS – střídavá výzbroj EVPÚ Nová Dubnica, nový design

### Novostavby

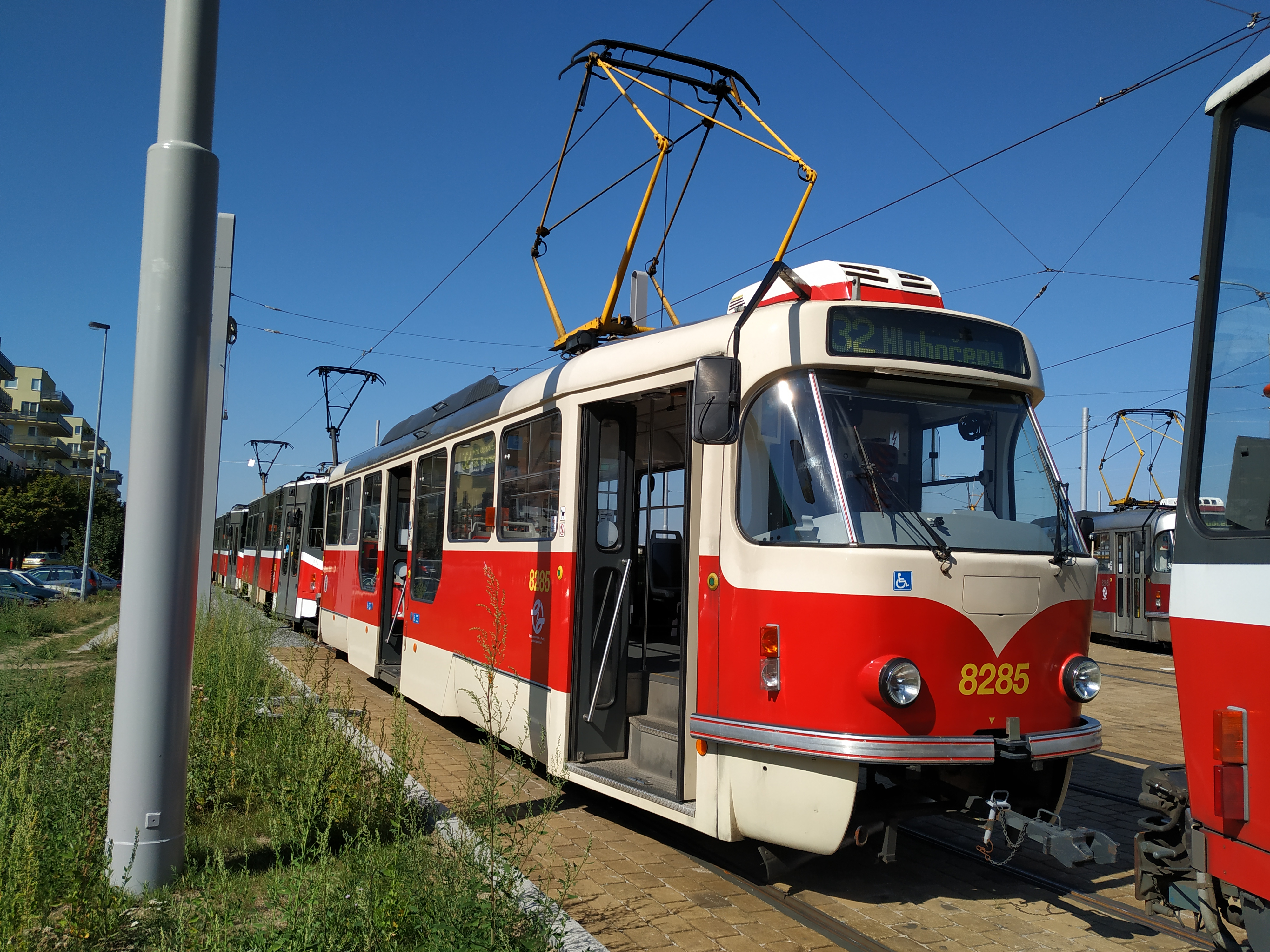
Tatra T3R.PLF v Praze

- Tatra T3M.2-DVC – tyristorová výzbroj TV1
- Tatra T6A5.3 – výzbroj TV14 s IGBT tranzistory, vozová skříň T6A5, pouze jeden exemplář (Praha)
- Tatra T3R.EV – asynchronní výzbroj TV Europulse, možnost nového designu
- VarioLF – asynchronní výzbroj TV Europulse, střední část vozu je nízkopodlažní, nový design
- Tatra T3R.PV – výzbroj TV Progress, možnost nového designu
- Tatra T3R.PLF – výzbroj TV Progress, střední část vozu je nízkopodlažní
- Tatra T3R.SLF – u prototypu výzbroj Ganz-Skoda, sériové vozy výzbroj Škoda, střední část vozu je nízkopodlažní

V 70. letech 20. století byly v některých českých provozech (např. Most–Litvínov, Praha) modernizovány vozy T1 osazením nové vozové skříně typu T3 na podvozky původního vozu T1.
K různým rekonstrukcím dochází i v mimo Českou a Slovenskou republiku. Např. pro Ukrajinu a Rusko byl vytvořen typ Tatra KT3 (výzbroj TV Progress, nový design) – kloubová tramvaj, která je vytvořena spojením dvou vozů T3, mezi něž je vložen nový střední nízkopodlažní článek.

### T3 Coupé
V roce 2017 zveřejnil Dopravní podnik hl. m. Prahy záměr uvést do provozu výletní tramvaj pro společenské účely. Motivací byla mimo jiné i popularita mazací tramvaje. Původně se uvažovalo o vozu bez střechy, to ale z legislativních důvodů nebylo možné. Nový návrh má tedy střechu a odnímatelná okna v zadní části vozu, což umožňuje letní i zimní provoz. Design ateliéru Anny Marešové zachovává dobové prvky šedesátých let. Obsahuje i střešní okna, inspirovaná autobusy Škoda 706 RTO LUX, nebo barový pult v podobě pultu pro průvodčího z tramvají Tatra T1. Vůz má v přední části bar s laminátovými sedačkami, v zadní části potom „taneční parket“ a bílé koženkové lavice podél oken. Vstup je pouze jedněmi předními dveřmi, odtud název T3 Coupé.
Tramvaj T3 Coupé vznikla v roce 2017 z vozu T3R.P ev. č. 8497, s využitím přední části vozu T3M ev. č. 8038.
Dopravní podnik předpokládá, že vůz bude sloužit především na objednávku. Je ale možné, že bude zřízena i pravidelná linka v pátek večer. Začátek prací na vozu byl stanoven na leden 2018, tramvaj byla uvedena do provozu v říjnu téhož roku.

## Dodávky tramvají
V letech 1960 až 1997 bylo vyrobeno celkem 13 945 vozů Tatra T3 a 131 náhradních vozových skříní.
Jde o přehled dodaných nových vozů přímo z výroby. Tabulka nijak nezohledňuje prodeje již ojetých vozidel do dalších provozů, takže počet měst, kde je nebo byl v provozu typ T3, je vyšší. Tabulka nezahrnuje typy Tatra T3R a Tatra T3RF, ani vozy postavené po roce 2000 s použitím vozových skříní VarCB3 a VarCB3LF (typy T3R.EV, T3R.PLF, VarioLF, apod.), které jsou většinou oficiálně vykazovány jako rekonstrukce vozidel T3. V tabulce jsou uvedeny současné názvy měst a států.
| Současný stát       | Město           | Článek | Typ         | Roky dodávek | Počet vozů | Evidenční čísla při dodání                 | Poznámky                                                | Zdroj                       |
| ------------------- | --------------- | ------ | ----------- | ------------ | ---------- | ------------------------------------------ | ------------------------------------------------------- | --------------------------- |
| Bosna a Hercegovina | Sarajevo        | článek | T3YU        | 1967–1969    | 20         | 120–139                                    |                                                         | [ 11 ] [ 12 ]               |
| Česko               | Brno            | článek | T3          | 1963–1972    | 109        | 495–580, 1581–1603                         |                                                         | [ 11 ] [ 13 ] [ 14 ]        |
| Česko               | Brno            | článek | T3SUCS      | 1985–1989    | 49         | 1604–1652                                  |                                                         | [ 11 ] [ 13 ] [ 14 ]        |
| Česko               | Brno            | článek | náhr. skříň | 1971         | 1          | 1497                                       |                                                         | [ 13 ] [ 14 ] [ 15 ]        |
| Česko               | Liberec         | článek | T3          | 1965–1973    | 20         | 29–48                                      |                                                         | [ 11 ] [ 16 ]               |
| Česko               | Liberec         | článek | T3SU        | 1982–1983    | 10         | 49–58                                      |                                                         | [ 11 ] [ 17 ]               |
| Česko               | Liberec         | článek | T3SUCS      | 1986–1987    | 23         | 59–81                                      |                                                         | [ 11 ] [ 17 ]               |
| Česko               | Most – Litvínov | článek | T3          | 1967–1972    | 9          | 290–298                                    |                                                         | [ 11 ] [ 18 ]               |
| Česko               | Most – Litvínov | článek | T3SU        | 1982         | 26         | viz přehled                                |                                                         | [ 11 ] [ 18 ]               |
| Česko               | Most – Litvínov | článek | T3SUCS      | 1983–1987    | 43         | viz přehled                                |                                                         | [ 11 ] [ 18 ]               |
| Česko               | Most – Litvínov | článek | náhr. skříň | 1968–1976    | 28         | viz přehled                                |                                                         | [ 18 ] [ 19 ]               |
| Česko               | Olomouc         | článek | T3          | 1966–1970    | 30         | 116–145                                    |                                                         | [ 11 ] [ 20 ]               |
| Česko               | Olomouc         | článek | T3SUCS      | 1983–1987    | 39         | 146–184                                    |                                                         | [ 11 ] [ 20 ]               |
| Česko               | Ostrava         | článek | T3          | 1965–1975    | 97         | 701–797                                    |                                                         | [ 11 ] [ 21 ]               |
| Česko               | Ostrava         | článek | T3SU        | 1982         | 5          | 901–905                                    |                                                         | [ 11 ] [ 21 ]               |
| Česko               | Ostrava         | článek | T3SUCS      | 1983–1987    | 122        | 906–1027                                   |                                                         | [ 11 ] [ 21 ]               |
| Česko               | Ostrava         | článek | náhr. skříň | 1976–1997    | 23         | 732, 777, 798, 1028–1047                   |                                                         | [ 15 ] [ 21 ]               |
| Česko               | Plzeň           | článek | T3          | 1964–1976    | 48         | 160–207                                    |                                                         | [ 11 ] [ 22 ]               |
| Česko               | Plzeň           | článek | T3SU        | 1982         | 25         | 208–232                                    |                                                         | [ 11 ] [ 22 ]               |
| Česko               | Plzeň           | článek | T3SUCS      | 1983–1987    | 55         | 233–287                                    |                                                         | [ 11 ] [ 22 ]               |
| Česko               | Praha           | článek | T3          | 1960–1976    | 892        | 6101–6992                                  | č. 6101 – prototyp, č. 6102 – předsunutý vůz            | [ 11 ] [ 23 ] [ 24 ]        |
| Česko               | Praha           | článek | T3SU        | 1982         | 20         | 7001–7020                                  |                                                         | [ 11 ] [ 25 ] [ 26 ]        |
| Česko               | Praha           | článek | T3SUCS      | 1983–1989    | 272        | 7021–7292                                  |                                                         | [ 11 ] [ 27 ] [ 28 ]        |
| Česko               | Praha           | článek | T3M         | 1992         | 1          | 8071                                       | původně zkušební vůz ČKD ev. č. 8003, DPP odprodán 1992 | [ 29 ]                      |
| Česko               | Praha           | článek | náhr. skříň | 1966–1996    | 43         | viz přehled                                |                                                         | [ 15 ] [ 30 ] [ 31 ] [ 32 ] |
| Chorvatsko          | Osijek          | článek | T3YU        | 1968–1982    | 26         | 6839–6848, 7211–7222, 8223–8226            |                                                         | [ 11 ] [ 33 ]               |
| Lotyšsko            | Riga            | článek | T3SU        | 1974–1987    | 243        |                                            |                                                         | [ 34 ]                      |
| Německo             | Chemnitz        | článek | T3D         | 1968–1988    | 132        | 401–532                                    |                                                         | [ 11 ]                      |
| Německo             | Schwerin        | článek | T3D         | 1973–1988    | 115        | 201–297, 401–418                           |                                                         | [ 11 ]                      |
| Rumunsko            | Galați          | článek | T3R         | 1971–1974    | 50         | 1–50                                       |                                                         | [ 35 ]                      |
| Rusko               | Barnaul         | článek | T3SU        | 1967–1985    | 444        |                                            |                                                         | [ 34 ]                      |
| Rusko               | Groznyj         | článek | T3SU        | 1981–1986    | 70         |                                            |                                                         | [ 34 ]                      |
| Rusko               | Irkutsk         | článek | T3SU        | 1967–1968    | 30         |                                            |                                                         | [ 34 ]                      |
| Rusko               | Iževsk          | článek | T3SU        | 1966–1986    | 270        |                                            |                                                         | [ 34 ]                      |
| Rusko               | Jekatěrinburg   | článek | T3SU        | 1964–1986    | 530        |                                            |                                                         | [ 34 ]                      |
| Rusko               | Krasnodar       | článek | T3SU        | 1980–1986    | 115        |                                            |                                                         | [ 34 ]                      |
| Rusko               | Kursk           | článek | T3SU        | 1966–1987    | 278        |                                            |                                                         | [ 34 ]                      |
| Rusko               | Moskva          | článek | T3SU        | 1963–1987    | 2069       |                                            |                                                         | [ 34 ]                      |
| Rusko               | Moskva          | článek | náhr. skříň | 1970–1971    | 6          |                                            |                                                         | [ 15 ]                      |
| Rusko               | Nižnij Novgorod | článek | T3SU        | 1978–1986    | 220        |                                            |                                                         | [ 34 ]                      |
| Rusko               | Novokuzněck     | článek | T3SU        | 1967–1986    | 215        |                                            |                                                         | [ 34 ]                      |
| Rusko               | Orel            | článek | T3SU        | 1979–1985    | 85         | 001–085                                    |                                                         | [ 34 ] [ 36 ]               |
| Rusko               | Pjatigorsk      | článek | T3SU        | 1967–1987    | 117        |                                            |                                                         | [ 34 ]                      |
| Rusko               | Rostov na Donu  | článek | T3SU        | 1967–1985    | 405        |                                            |                                                         | [ 34 ]                      |
| Rusko               | Samara          | článek | T3SU        | 1964–1986    | 619        |                                            |                                                         | [ 34 ]                      |
| Rusko               | Tula            | článek | T3SU        | 1965–1986    | 401        |                                            |                                                         | [ 34 ]                      |
| Rusko               | Tula            | článek | náhr. skříň | 1971         | 1          |                                            |                                                         | [ 15 ]                      |
| Rusko               | Tver            | článek | T3SU        | 1967–1986    | 306        |                                            |                                                         | [ 34 ]                      |
| Rusko               | Ufa             | článek | T3SU        | 1966–1987    | 360        |                                            |                                                         | [ 34 ]                      |
| Rusko               | Uljanovsk       | článek | T3SU        | 1966–1986    | 401        |                                            |                                                         | [ 34 ]                      |
| Rusko               | Vladikavkaz     | článek | T3SU        | 1972–1987    | 114        |                                            |                                                         | [ 34 ]                      |
| Rusko               | Volgograd       | článek | T3SU        | 1967–1987    | 425        |                                            |                                                         | [ 34 ]                      |
| Rusko               | Volžskij        | článek | T3SU        | 1967–1980    | 75         | 52–126                                     |                                                         | [ 34 ] [ 37 ] [ 38 ]        |
| Rusko               | Voroněž         | článek | T3SU        | 1977–1986    | 209        |                                            |                                                         | [ 34 ]                      |
| Slovensko           | Bratislava      | článek | T3          | 1964–1966    | 42         | 267–308                                    |                                                         | [ 11 ] [ 39 ]               |
| Slovensko           | Bratislava      | článek | T3SU        | 1982         | 20         | 717–736                                    |                                                         | [ 11 ] [ 39 ]               |
| Slovensko           | Bratislava      | článek | T3SUCS      | 1985–1989    | 110        | 7737–7846                                  |                                                         | [ 11 ] [ 39 ]               |
| Slovensko           | Bratislava      | článek | náhr. skříň | 1976         | 16         | viz přehled                                |                                                         | [ 15 ] [ 39 ]               |
| Slovensko           | Košice          | článek | T3          | 1963–1967    | 93         | 243–335                                    |                                                         | [ 11 ] [ 40 ]               |
| Slovensko           | Košice          | článek | T3SU        | 1982         | 20         | 336–355                                    |                                                         | [ 11 ] [ 40 ]               |
| Slovensko           | Košice          | článek | T3SUCS      | 1983–1989    | 69         | 356–424                                    |                                                         | [ 11 ] [ 40 ]               |
| Slovensko           | Košice          | článek | náhr. skříň | 1970–1979    | 11         | viz přehled                                |                                                         | [ 15 ] [ 40 ] [ 41 ]        |
| Ukrajina            | Dnipro          | článek | T3SU        | 1968–1987    | 370        |                                            |                                                         | [ 34 ]                      |
| Ukrajina            | Doněck          | článek | T3SU        | 1967–1987    | 251        |                                            |                                                         | [ 34 ]                      |
| Ukrajina            | Charkov         | článek | T3SU        | 1967–1987    | 735        |                                            |                                                         | [ 34 ]                      |
| Ukrajina            | Kamjanske       | článek | T3SU        | 1972–1986    | 183        |                                            |                                                         | [ 34 ]                      |
| Ukrajina            | Kramatorsk      | článek | T3SU        | 1967         | 2          | 22, 23                                     |                                                         | [ 34 ] [ 42 ]               |
| Ukrajina            | Kryvyj Rih      | článek | T3SU        | 1986–1987    | 50         | 001–050                                    |                                                         | [ 34 ] [ 43 ]               |
| Ukrajina            | Kyjev           | článek | T3SU        | 1964–1987    | 923        | 5052–5688, 5701–5858, 5901–5994, 6000–6032 |                                                         | [ 34 ]                      |
| Ukrajina            | Kyjev           | článek | náhr. skříň | 1981         | 2          |                                            |                                                         | [ 15 ]                      |
| Ukrajina            | Mariupol        | článek | T3SU        | 1967–1975    | 32         | 1001–1005, 1008–1034                       |                                                         | [ 34 ] [ 44 ]               |
| Ukrajina            | Oděsa           | článek | T3SU        | 1966–1987    | 484        | 2945–3339, 4001–4089                       |                                                         | [ 34 ] [ 45 ] [ 46 ]        |
| Ukrajina            | Záporoží        | článek | T3SU        | 1966–1987    | 304        |                                            |                                                         | [ 34 ]                      |
| Uzbekistán          | Taškent         | článek | T3SU        | 1983–1985    | 18         | 2501–2518                                  |                                                         | [ 34 ] [ 47 ]               |

V roce 1960 bylo do plánu dodávek ve III. pětiletce zařazeno 22 kusů tramvají T3 pro Dopravní podnik města Ústí nad Labem. Předpoklad dodání byl v letech 1964 a 1965, vzhledem k nově naplánovanému zlikvidování tamního tramvajového provozu ale nebyla dodávka uskutečněna.
Poznámka: Údaj „náhr. skříň“ v kolonce „Typ“ znamená dodanou náhradní vozovou skříň (karoserii) často s náhradními podvozky. Ač byly tyto vozy vykazovány jako náhradní díly, fakticky se jednalo o zcela nové tramvaje, které nahradily některé z vozů zničených při nehodě či požáru. V Československu byly těmito „rekonstrukcemi“ nahrazovány i tramvaje starších typů T1 a T2, od kterých nové vozy převzaly i evidenční čísla.
Čísla vozů
- Most – Litvínov (T3SU): 204, 205, 210, 211, 214, 222–225, 227–234, 236, 238, 246, 247, 249, 250, 259, 261, 266
- Most – Litvínov (T3SUCS): 235, 237, 240–245, 248, 251–254, 257, 260, 264, 269, 271, 274–284, 300–313
- Most – Litvínov (náhr. skříně): 201–203, 206–209, 212, 213, 215–221, 226, 239, 255, 256, 258, 262, 263, 265, 267, 268, 270, 280
- Praha (náhr. skříně): 6009, 6012–6025, 6092, 6138, 6163, 6164, 6289, 6457, 6736, 6779, 6795, 6798, 8009, 8015, 8051, 8053, 8063, 8067, 8068, 8072, 8074, 8076, 8077, 8079, 8080, 8082, 8083, 8087–8089
- Bratislava (náhr. skříně): 202–204, 207, 209–211, 213, 215, 218, 221–224, 228, 229
- Košice (náhr. skříně): 229, 229, 238, 239, 261, 266–268, 298, 301, 302

## Historické vozy
| Původní provoz | Evidenční číslo | Současný majitel                      | Typ    | Výrobní série | Rok výroby      | Historický od roku | Poznámka                                                 | Zdroj                |
| -------------- | --------------- | ------------------------------------- | ------ | ------------- | --------------- | ------------------ | -------------------------------------------------------- | -------------------- |
| Bratislava     | 275             | DPB                                   | T3     | III           | 1964            | 1995               |                                                          | [ 49 ]               |
| Bratislava     | 7819            | DPB                                   | T3SUCS | VI            | 1987            | 2016               |                                                          | [ 50 ]               |
| Bratislava     | 7820            | DPB                                   | T3SUCS | VI            | 1987            | 2016               | [ 51 ]                                                   |                      |
| Brno           | 521             | TMB                                   | T3     | IV            | 1966            | 1997               |                                                          | [ 52 ] [ 53 ]        |
| Brno           | 1525            | DPMB                                  | T3     | IV            | 1967            | 2015               |                                                          | [ 54 ]               |
| Brno           | 1594            | TMB                                   | T3M    | V             | 1972, reko 1981 | 2012               |                                                          | [ 55 ] [ 56 ]        |
| Brno           | 4101            | TMB                                   | T3     | II            | 1963, reko 1977 | 2008               | od roku 1977 cvičný vůz                                  | [ 57 ] [ 58 ]        |
| Liberec        | 44              | DPMLJ                                 | T3     | V             | 1973            | 2018               | pronajat Boverclubu, vystaven v Technickém muzeu Liberec | [ 59 ]               |
| Moskva         | 481             | Mosgortrans (dopravní podnik)         | T3SU   | V             | 1971            | 2009               | vystaven v Muzeu městské osobní dopravy                  | [ 60 ]               |
| Moskva         | 1897            | Mosgortrans (dopravní podnik)         | T3SU   | V             | 1972            | 1999               |                                                          | [ 61 ] [ 62 ]        |
| Ostrava        | 752             | DPO                                   | T3     | V             | 1970            | 2009               |                                                          | [ 63 ] [ 64 ]        |
| Ostrava        | 8201            | DPO                                   | T3     | V             | 1974, reko 1987 | 2019               | od roku 1987 cvičný vůz                                  | [ 65 ]               |
| Ostrava        | 987             | DPO                                   | T3SUCS | VI            | 1987            | 2023               |                                                          | [ 66 ]               |
| Ostrava        | 999             | soukromé vlastnictví                  | T3SUCS | VI            | 1987            | 2024               | dočasně vystaven ve Vratislavi v centru Czasoprzestrzeń  | [ 67 ] [ 68 ]        |
| Plzeň          | 187             | PMDP                                  | T3     | V             | 1974            | 2019               |                                                          | [ 69 ]               |
| Plzeň          | 192             | PMDP                                  | T3     | V             | 1975            | 2008               |                                                          | [ 70 ] [ 71 ]        |
| Plzeň          | 195             | Škoda-Bus klub Plzeň                  | T3     | V             | 1975            | 2012               | v Muzeu dopravy Strašice                                 | [ 72 ] [ 73 ]        |
| Praha          | 6102            | DPP                                   | T3     | I             | 1962            | 1996               | pro komerční jízdy                                       | [ 74 ] [ 75 ]        |
| Praha          | 6149            | DPP                                   | T3     | I             | 1962            | 1984               |                                                          | [ 76 ]               |
| Praha          | 6339            | NTM                                   | T3     | III           | 1964            | 2014               | v depozitáři v Čelákovicích                              | [ 77 ]               |
| Praha          | 6340            | DPP                                   | T3     | III           | 1964            | 2011               |                                                          | [ 78 ]               |
| Praha          | 7001            | DPP                                   | T3SU   | VI            | 1982            | 2019               |                                                          | [ 79 ]               |
| Praha          | 7002            | Stenbus                               | T3SU   | VI            | 1982            | 2016               |                                                          | [ 80 ]               |
| Praha          | 7292            | DPP                                   | T3SUCS | VI            | 1989            | 2014               |                                                          | [ 81 ]               |
| Praha          | 8084            | DPP                                   | T3M    | V             | 1976, reko 1981 | 2009               |                                                          | [ 82 ]               |
| Praha          | 8106            | DPMLJ                                 | T3M    | V             | 1973, reko 1981 | 2012               | zapůjčen Boveraclubu                                     | [ 83 ]               |
| Saská Kamenice | 401             | CVAG                                  | T3D    | V             | 1968            |                    |                                                          | [ 84 ] [ 85 ]        |
| Saská Kamenice | 402             | CVAG                                  | T3D    | V             | 1968            |                    |                                                          | [ 84 ] [ 85 ]        |
| Schwerin       | 417             | Nahverkehr Schwerin (dopravní podnik) | T3D    | VI            | 1988            | 2005               |                                                          | [ 86 ] [ 87 ] [ 88 ] |
| Schwerin       | 418             | Nahverkehr Schwerin (dopravní podnik) | T3D    | VI            | 1988            | 2005               |                                                          | [ 86 ] [ 87 ] [ 88 ] |

## Galerie

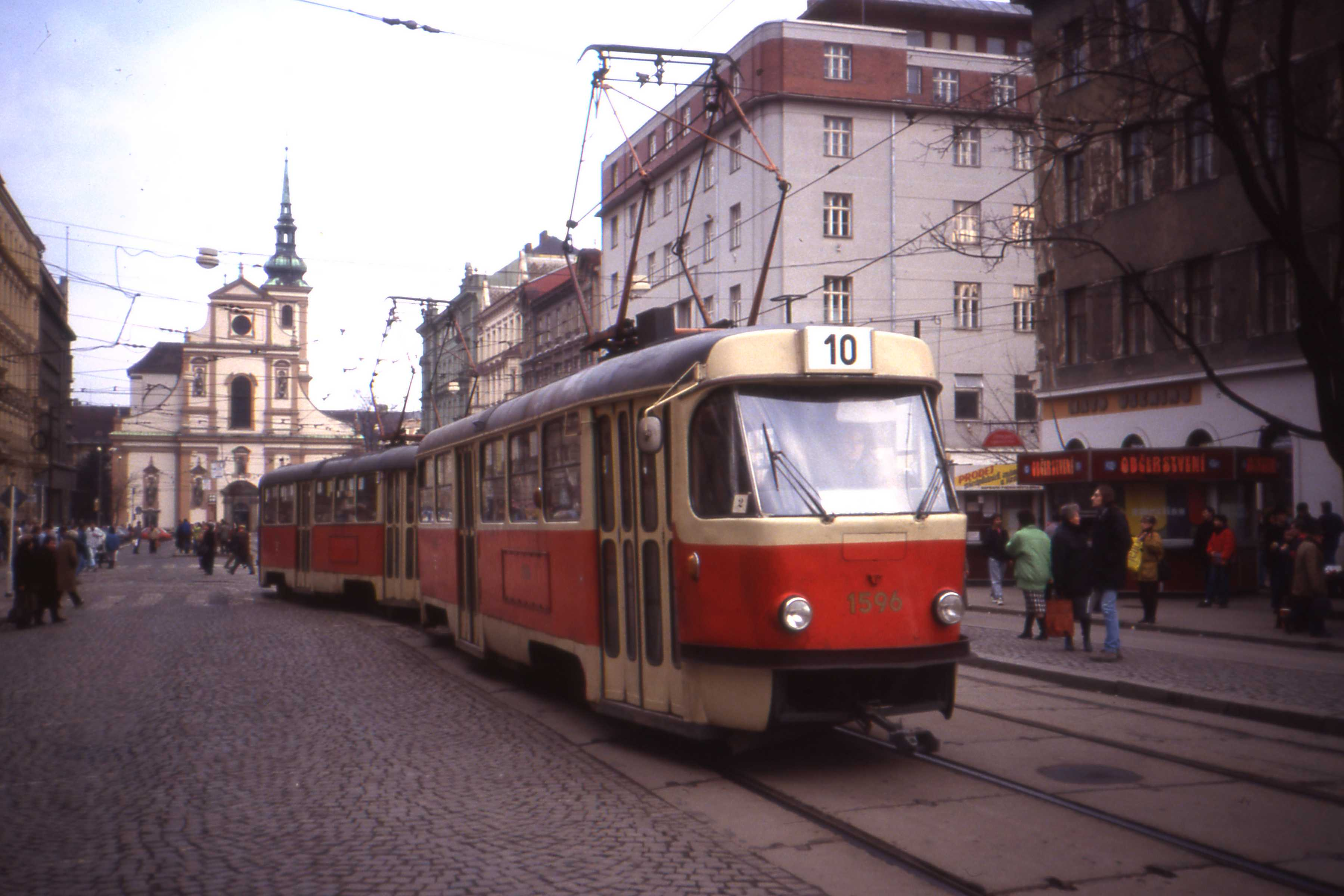
Souprava brněnských tramvají T3
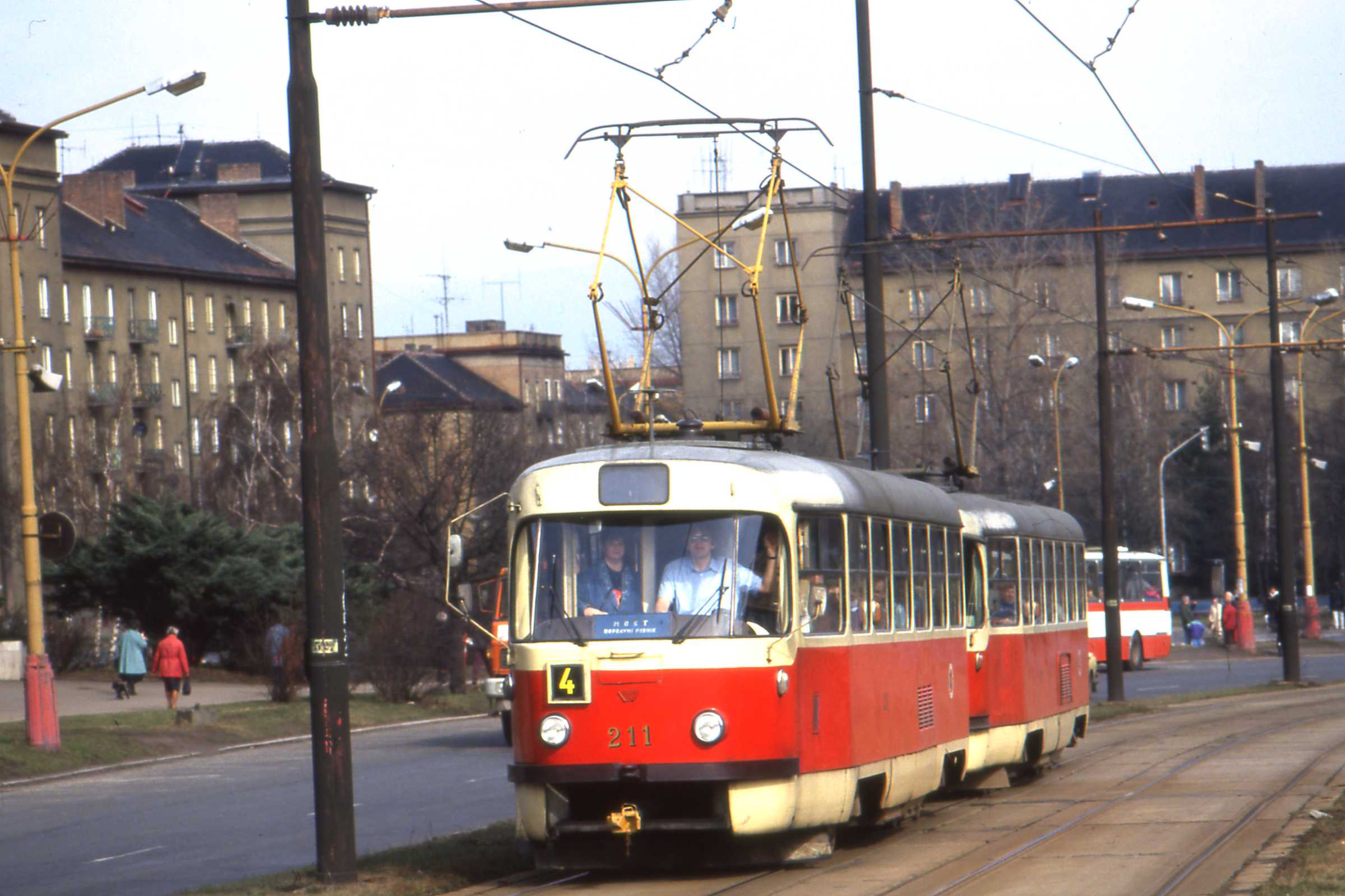
Tramvaj Tatra T3SU v čele soupravy v Mostě
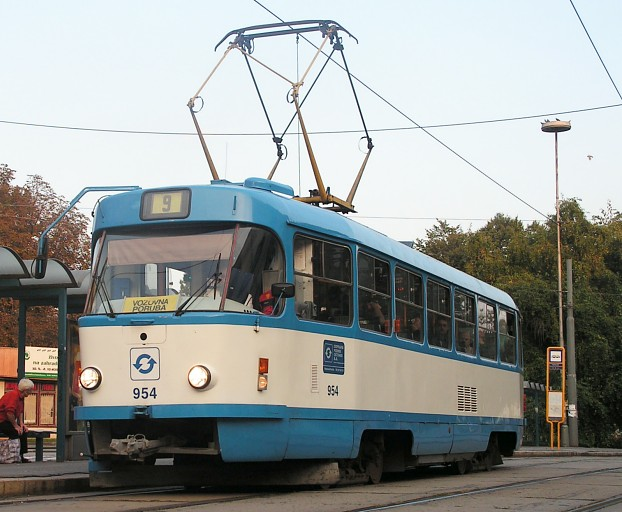
Ostravský vůz T3SUCS
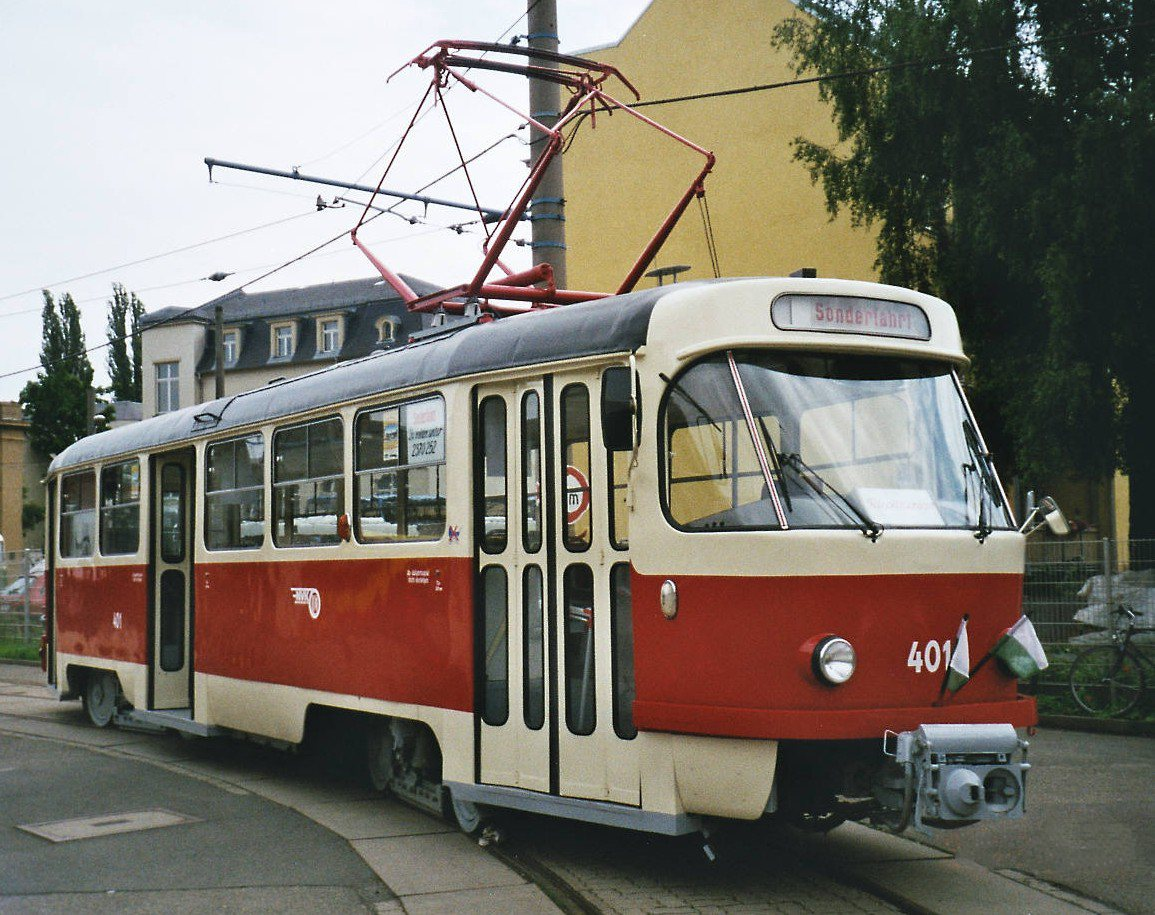
Historická tramvaj T3D č. 401 v Chemnitzu
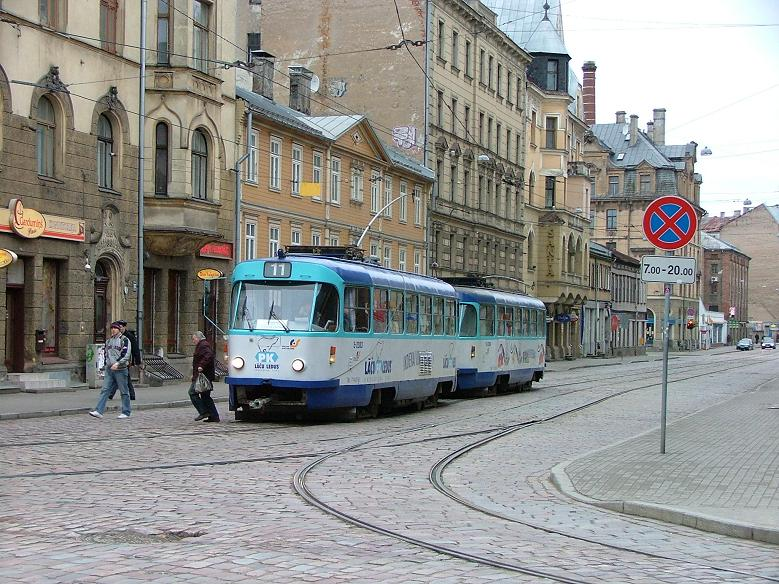
Souprava vozů T3SU v Rize. Provoz používá tyčové sběrače a napájení druhého vozu z prvního.
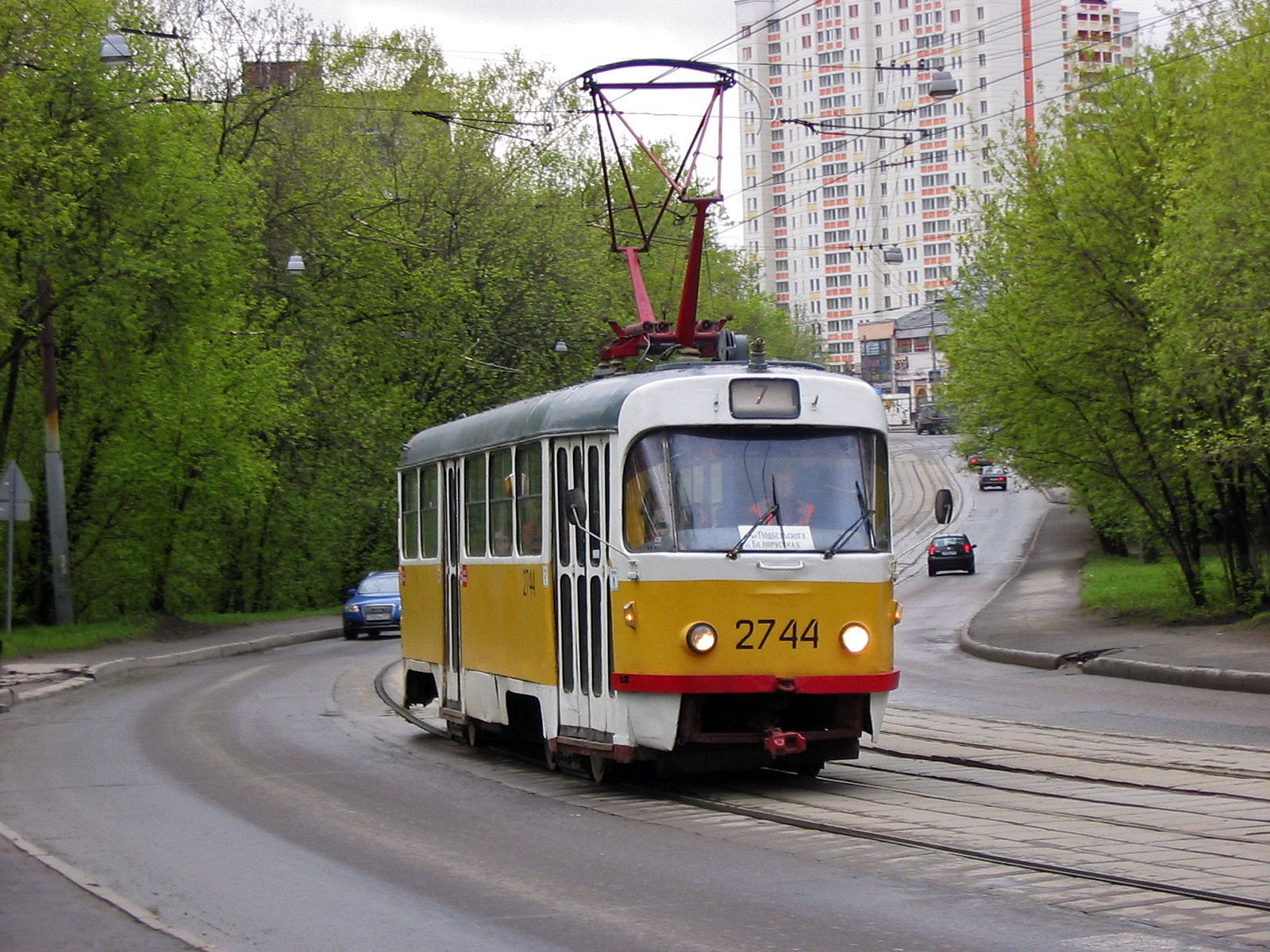
Tramvaj Tatra T3SU v Moskvě
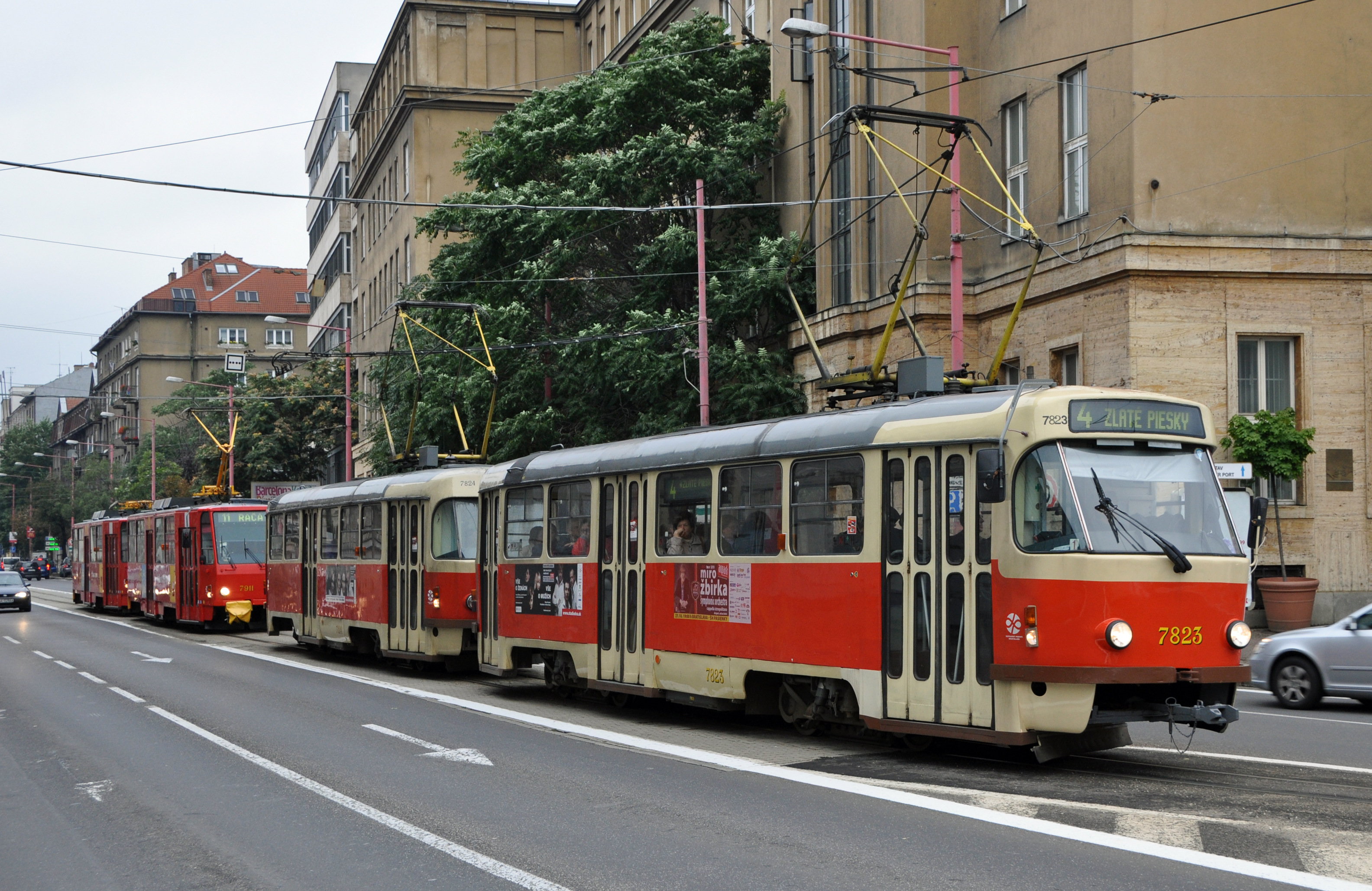
Souprava tramvají T3SUCS v Bratislavě s doplněnými elektronickými informačními transparenty
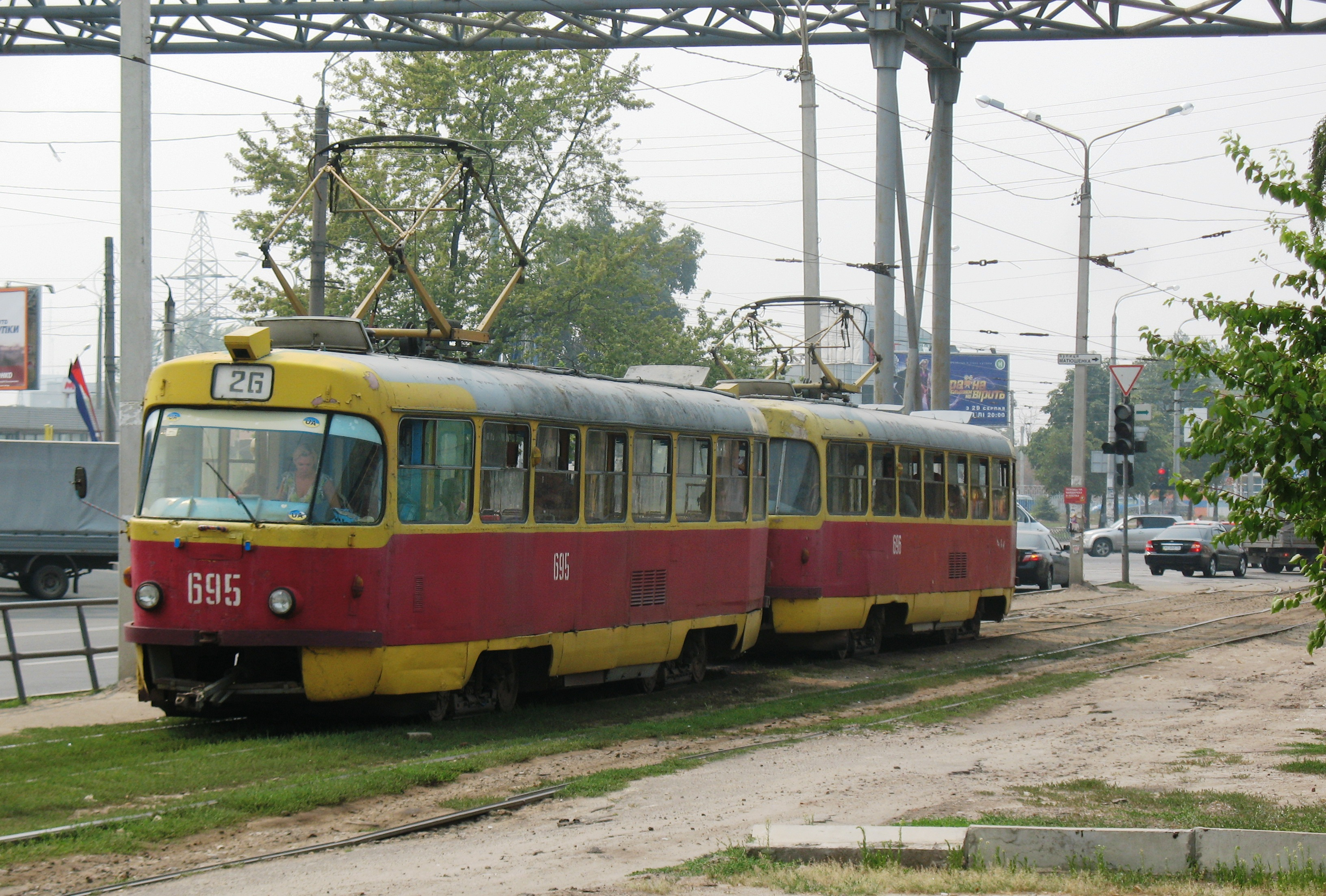
Charkovské tramvaje Tatra T3SU
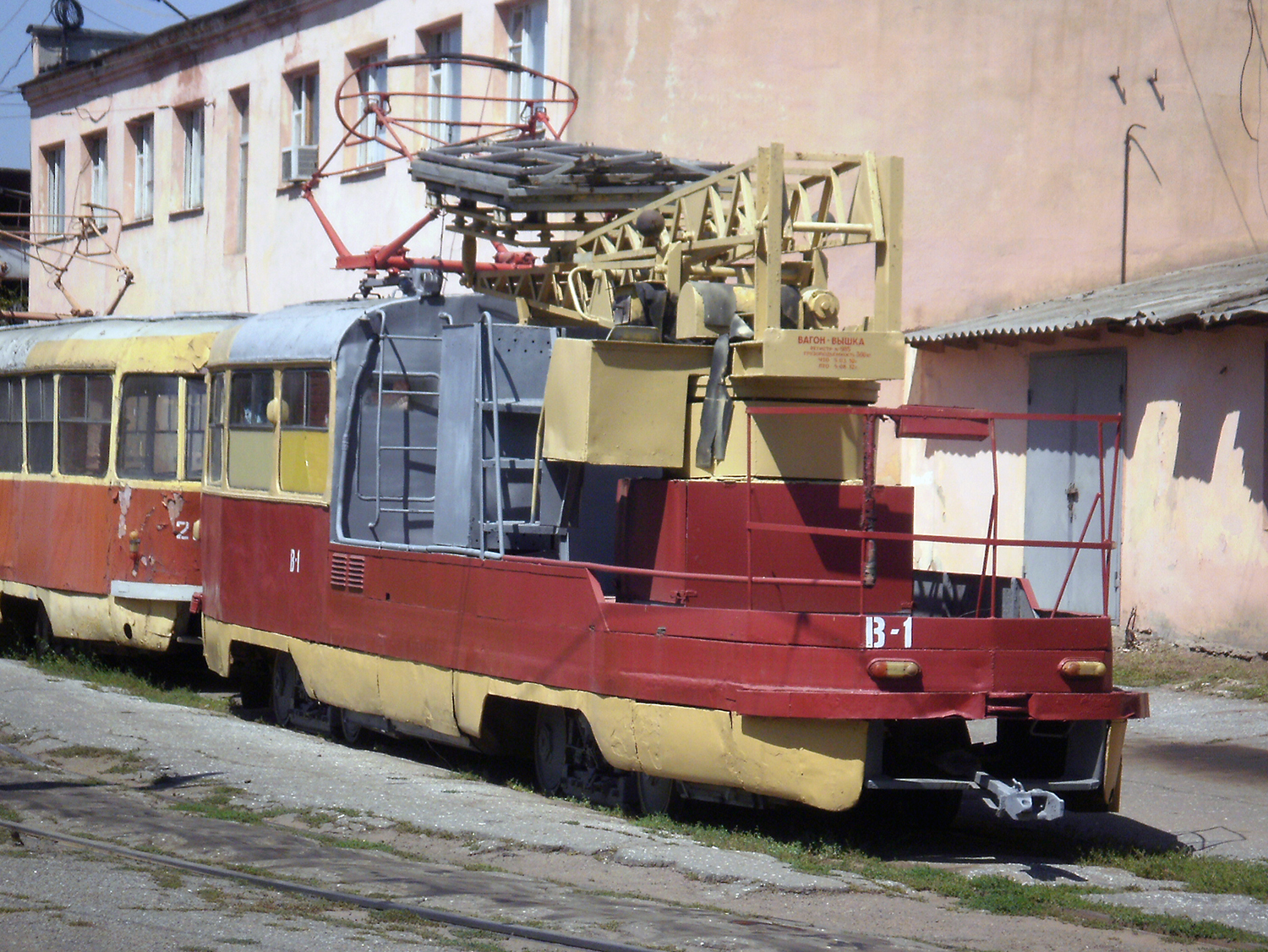
Pracovní vůz přestavěný z tramvaje T3 v ukrajinské Oděse
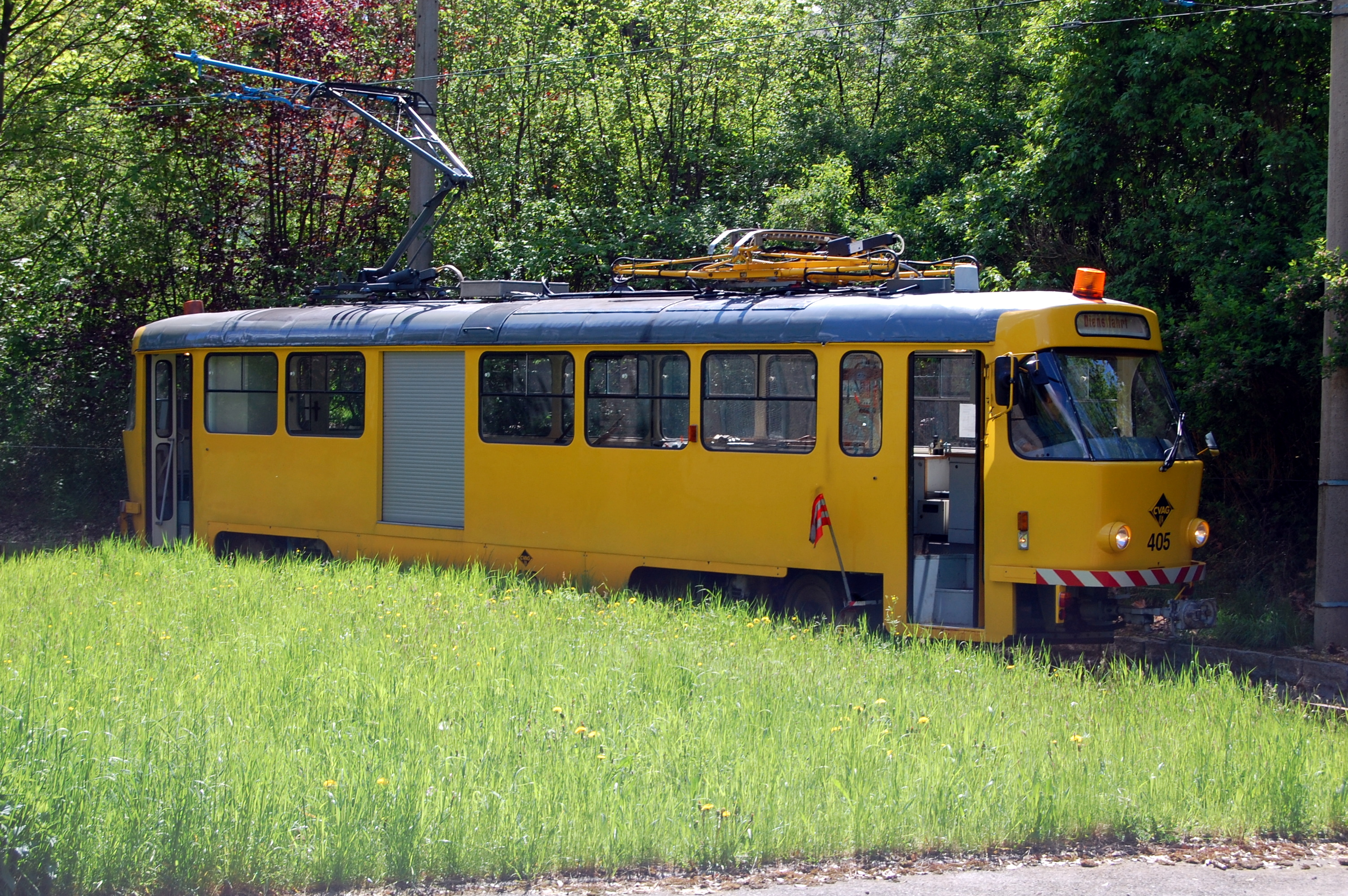
Pracovní vůz Tatra T3D v Chemnitzu
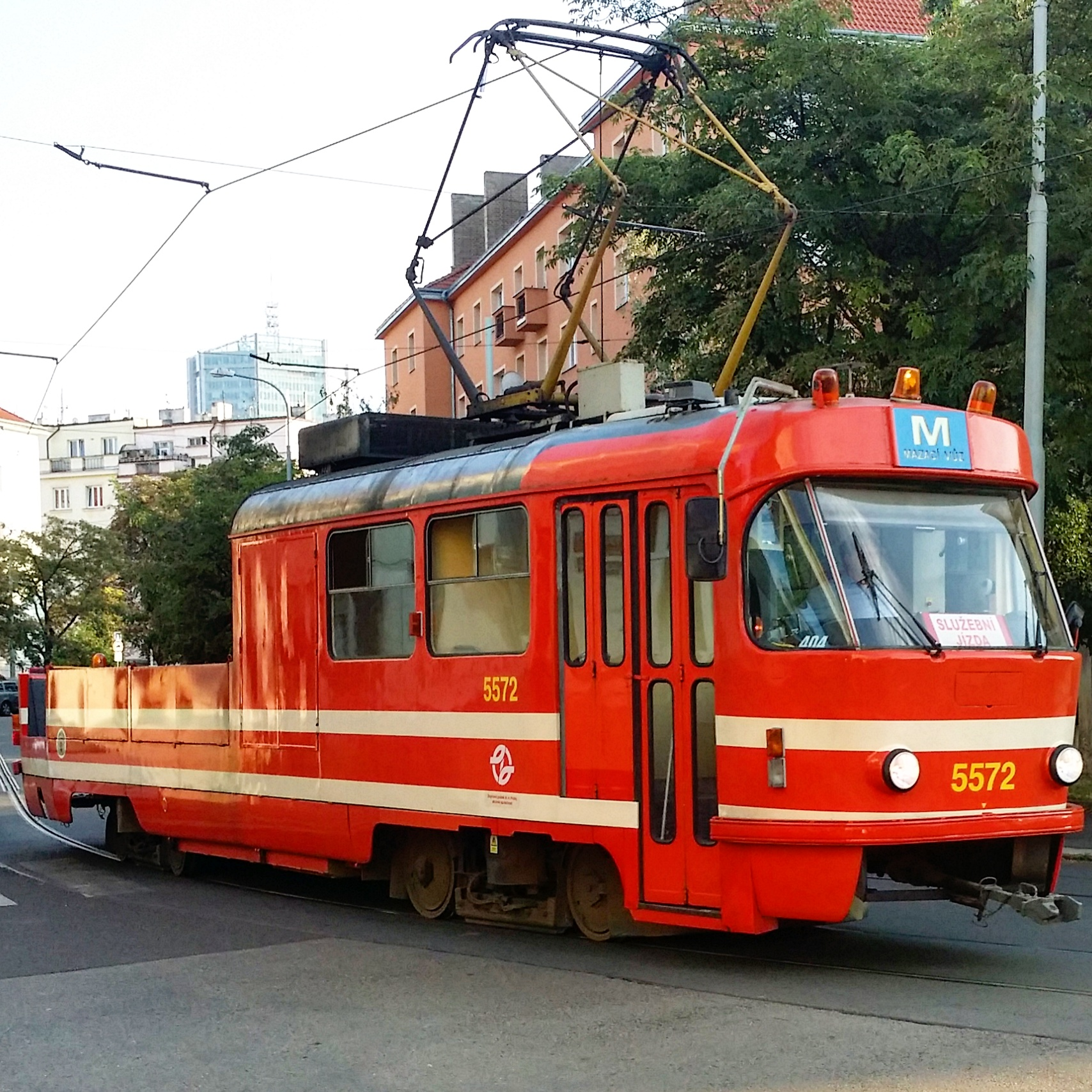
Speciálně upravený vůz tramvaje T3 (ev. č. 5572) v Praze
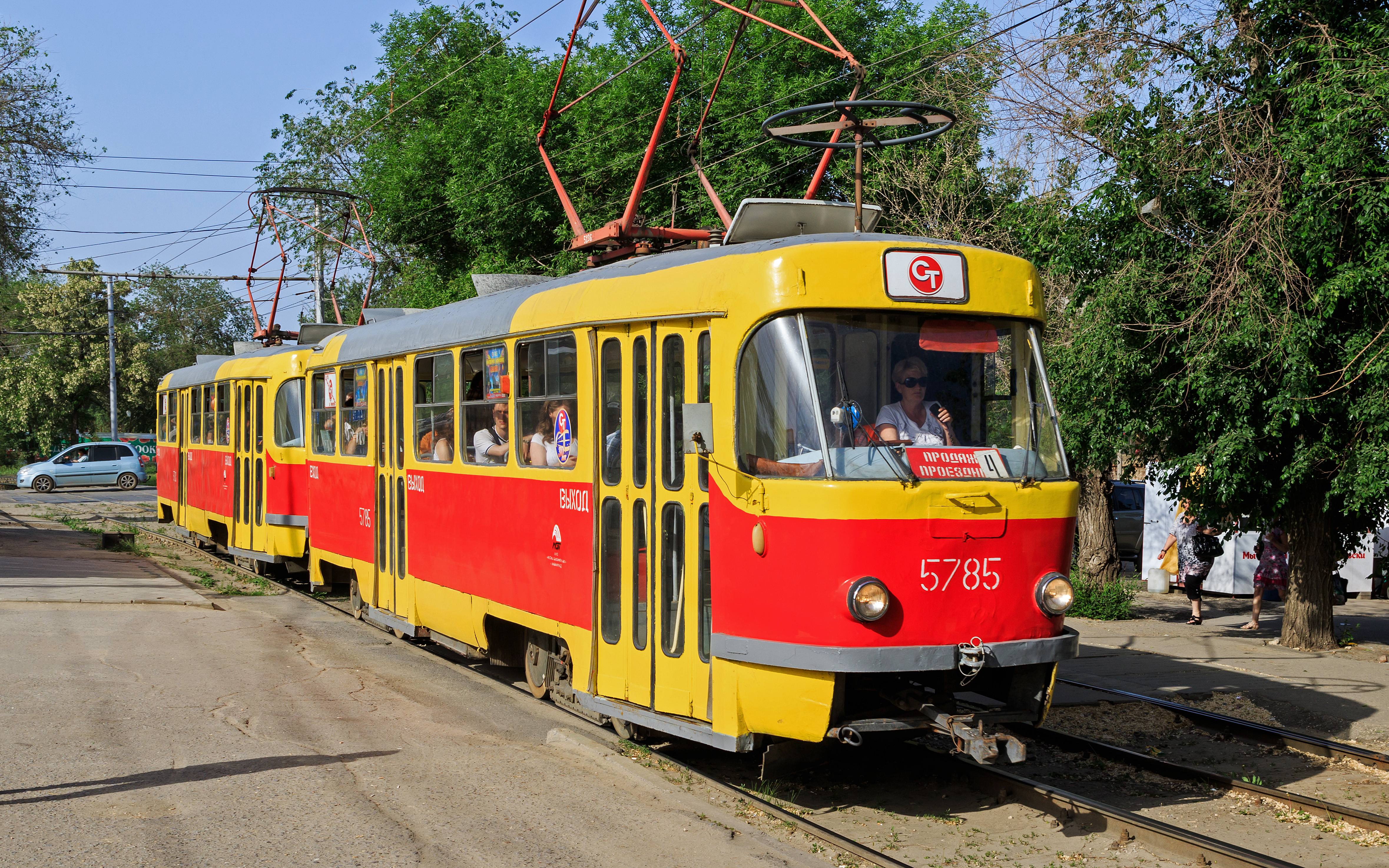
Tramvaj Tatra T3SU ve Volgogradu
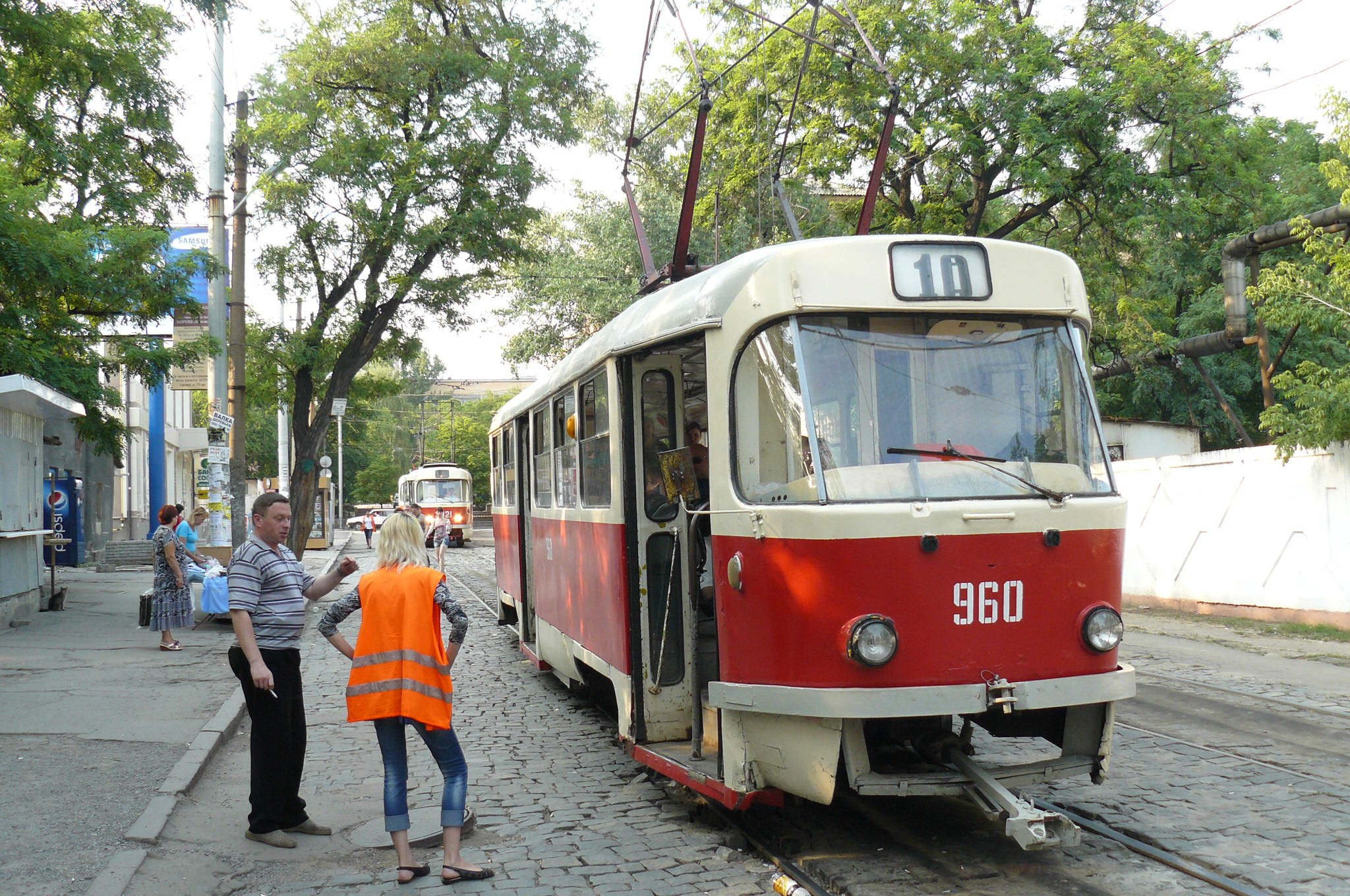
Tatra T3SU v Doněcku